# Тегирми
Тегирми (тадж. Тегирмӣ) — сельский населённый пункт (тадж. деҳа) в Нурабадском районе Республики Таджикистан. Административно относится к сельской общине Мехробод (бывший Комсомолабад, Пумбачи).
Расположен в Раштской долине, в долине реки Вахш. Расстояние от села до центра района (пгт Дарбанд) — 25 км, до центра общины (село Мехробод) — 8 км.
Население — 2666 человек (2017 г.), таджики.
Улицы: Дашто, Дахони Нова, Ошикон, Осиёбхо, Шахри Нав, Бого, Рохи Нав, Сангоб, Таги Мазор, Калайи Боло, Сари Бедак, Шиваро.